# Lawe Beringin
Lawe Beringin is een bestuurslaag in het regentschap Aceh Tenggara van de provincie Atjeh, Indonesië. Lawe Beringin telt 254 inwoners (volkstelling 2010).